# Lúcia da Luz Ribeiro
Lúcia da Luz Ribeiro (Maputo, 16 de junho de 1963) é uma jurista moçambicana, Presidente do Conselho Constitucional de Moçambique desde 2019, indicada pelo Presidente da República Filipe Nyusi. É a primeira mulher moçambicana a ocupar esse cargo.

## Histórico e carreira
Lúcia da Luz Ribeiro nasceu em Maputo, Moçambique. Obteve certificação de professora de Língua Portuguesa pela Universidade Eduardo Mondlane (UEM) em 1984, graduou-se em Direito em 1984 pela mesma instituição, onde em seguida foi nomeada professora. Após a conclusão de seu curso de Direito, fez mestrado em Direito Empresarial e pós-gradução em Assessoria Jurídica para Empresas pela Universidade Politécnica de Madrid. Desde 2019, é PhD em Direito pela Universidade Eduardo Mondlane.
Lúcia atuou como assessora jurídica do Ministro de Obras Públicas e Habitação de 1995 até 2003, quando se tornou Presidente do Conselho Jurisdicional da Ordem dos Advogados de Moçambique e Diretora da Faculdade de Direito da UEM de 2003 a 2004. Foi nomeada pela primeira vez como juíza do Tribunal Constitucional em 2003, onde atuou até 2019, quando foi nomeada Presidente do Tribunal Constitucional no lugar de Hermenegildo Gamito.